# Sōtō-shū
La Sōtō-shū (曹洞宗?) è una delle due maggiori scuole giapponesi del buddismo zen.
Essa rappresenta in Giappone una trasmissione di un lignaggio e degli insegnamenti della scuola Caodong, operata dal monaco giapponese Eihei Dōgen nel 1227, in seguito ad un pellegrinaggio in Cina da dove riportò insegnamenti, testi e lignaggio della scuola buddista cinese.
La scuola Sōtō incentra la pratica sulla meditazione seduta (o zazen) che deve essere totalmente silenziosa e senza oggetto (dunque senza alcun sostegno). Per questo motivo quello della scuola Sōtō è chiamato anche mokushō zen: lo zen del risveglio silenzioso.
(Eihei Dōgen, Shōbōgenzō)
Oggi, con 14000 monasteri e centri sparsi per tutto il Giappone e molti altri fondati in Occidente, la scuola Soto è la scuola più grande e diffusa, e da sola rappresenta la terza scuola buddista diffusa in Giappone.

## Origini in Cina

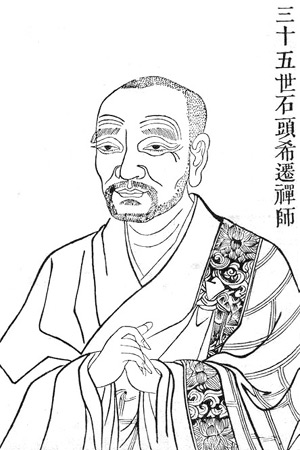
Shitou Xiqian

Il lignaggio della scuola Caodong si fa ricondurre al discepolo diretto del Sesto Patriarca Huìnéng, Qingyuan Xingsì e ne vengono riconosciuti i fondatori nei maestri della dinastia Tang Caoshan Benji e Dongshan Liangjie, dalla cui fusione delle prime due sillabe deriva il nome questa scuola. Un altro patriarca eminente di questa scuola è Shítóu Xīqiān (giapp: Sekito Kisen 石頭希遷, ca.700 - ca.790),, a cui si attribuisce il poema Sandokai, dal cui sviluppo operato da Dongshan Liangjie derivarono l'Hokyozanmai, il Samadhi dello Specchio Prezioso e il poema dei Cinque Ranghi. Questi tre testi costituiscono ancora oggi tra i fondamenti della dottrina Soto e per tutto lo Zen sviluppatosi successivamente.
Dopo una fase di formazione e di relativo declino, in cui venne sviluppato uno Zen più intellettuale e più legato a una pratica meditativa indiana che alle contaminazioni con il pensiero taoista che avevano determinato lo sviluppo dei metodi che caratterizzarono la scuola Linji, e da essa molto dello Zen che viene praticato oggi, la dottrina Caodong trova una sua definitiva formalizzazione nel periodo Song. Maestri di questo periodo, come Zhengjie Qingliao, trasmisero ai propri discepoli la preminenza data alla meditazione dello Shikantaza e alla ricerca della consapevolezza in ogni momento della vita quotidiana rispetto a una ricerca del kensho attraverso la riflessione sui koan che caratterizzava i metodi Linji.

## Storia

### Dalla Cina al Giappone dell'età di Kamakura (1185-1333)

#### Dogen e la fondazione del sangha di Eiheiji

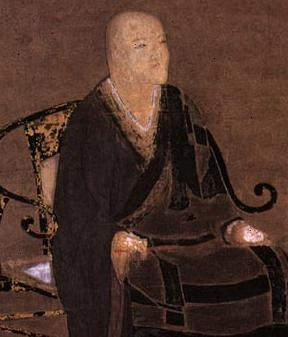
Dōgen Zenji, riconosciuto come fondatore della scuola Sōtō in Giappone

Gli insegnamenti della tradizione Caodong vennero portati in Giappone al ritorno del monaco Dōgen dalla Cina, dove realizzò l'illuminazione grazie agli insegnamenti del maestro Tiantong Rujing al tempio Qìngdé, che vide abate il predecessore, patriarca di questo lignaggio, Hongzhi Zhengjue. Gli scritti del maestro Hongzhi ebbero grande influenza sulla concezione di shikantaza che il maestro giapponese diffuse nel suo paese.
Dogen tornò dalla Cina con varie antologie di kōan ed altri testi, contribuendo alla trasmissione della tradizione di questa pratica Zen in Giappone.. Cominciò anche a comporre propri lavori, riguardanti le esperienze che lo condussero al Risveglio e la formazione di una propria dottrina e un proprio sistema di pratica,
fondata sulla pratica di shikantaza e sulla ricerca continua della consapevolezza del momento presente come oggetto di pratica quotidiana (Genjo koan).
Nel suo primo lavoro, il Fukanzazengi, Dogen enfatizzò l'importanza la pratica dello zazen e dello shikantaza allo scopo del raggiungimento dell'illuminazione. Questa decisione portò a degli scontri con i monaci Tendai del Kennin-ji, che lo costrinsero ad abbandonare il monastero:
Dogen riparò quindi vicino a Fukakusa, presso Kyoto, dove, con i primi discepoli fondò il monastero Koshohorinji, spesso abbreviato in Kosho-ji. Esso fu il primo tentativo...
La ritualità quotidiana venne ripresa dalle pratiche cinesi, che a loro volta derivavano dalle tradizioni indiane:
»
Durante il suo periodo al Koshohorinji, Dogen cominciò a scrivere le prime opere che contribuirono a formare una propria, originale visione della pratica Zen, distinta dal Tendai sincretico di Eisai e dalle prime scuole Rinzai di Enni Benen e di Shinichi Kakushin che proprio in quel tempo stavano sorgendo, mietendo i primi successi. Alcune delle opere che vennero scritte furono il Bendowa ed altri 44 discorsi che vennero raccolti nello Shobogenzo.
Nel 1234 Dogen viene raggiunto da Ejō, che, dopo avere raggiunto un'esperienza solida e riconosciuta nel sangha di Dainichibo Nonin, si recò dall'amico che sarebbe diventato il proprio maestro e di cui sarebbe diventato uno dei discepoli più fedeli e il proprio diretto successore.
In questo periodo felice di espansione e consolidamento, Ejō entrò nel sangha di Dogen insieme alla maggior parte dei monaci appartenenti alla Darumashu, che dalla primavera del 1241, guidati dal maestro Ekan, aderirono in massa alla comunità del Koshoji. Essi, se contribuirono a dare maggiore consistenza al progetto di Dogen ed accentuarne le particolarità rispetto alle scuole Zen che comparvero successivamente, portarono anche la testimonianza di un modo di intendere la pratica dello Zen molto diverso da quello del fondatore e della sua prima comunità, che vide delle conseguenze negli sviluppi seguenti della scuola. Alcuni dei monaci esperti che avrebbero deciso le sorti della scuola Soto dopo Dogen, come Gikai, Gien, Giin e Giun, ebbero tutti in comune quest'esperienza precedente.
Con il consolidarsi dell'esperienza del Koshoji, crebbe l'ostilità con le scuole Tendai e le altre scuole Zen vicine al governo di Kyoto, indispettite per il modo in cui la comunità si faceva riconoscere per un approccio indipendente alla pratica buddista, al contrario del caso del Tofukuji di Enni Benen, che rimase formalmente legato alla scuola Tendai. William Bodiford ricorda inoltre che un altro motivo di scontro può essere visto ancora nell'entrata dei monaci seguaci di Ekan dentro il sangha di Dogen, rifiutati da Eisai e dalla Tendai per un approccio alla pratica definito antinomianista, contrario allo studio e all'osservanza rigorosa dei precetti che invece erano fondamentali per le scuole che si erano diffuse in Giappone fino a quel tempo.
Dogen cercò di contrastare le ostilità chiedendo l'appoggio della corte, e tra il 1242 presentò ai nobili della capitale un testo che spiegava il suo approccio alla pratica e ne dimostrava la validità. La reazione del principale monastero Tendai, l'Enkakuji del monte Hiei, fu feroce e in un anno Dogen venne cacciato dal monastero di cui era abate. Quindi, supportato dal nobile Hataru Yoshihige, che appoggiò la sua decisione di praticare in montagna, lontano dai giochi politici della corte e dalle attività mondane, nel 1243 Dogen si spostò nella più lontana provincia di Echizen e fondò un monastero dedicato al grande Buddha (Daibutsu-ji) che poi cambiò il nome in Eihei-ji. Questo monastero divenne il centro principale della comunità di Dogen, e divenne famoso nella storia dello Zen come il primo e uno dei due principali centri della scuola Soto.
Durante la sua guida di Eiheiji, Dogen completò la raccolta di scritti del suo Shobogenzo e la costruzione del suo sangha, di cui definì la dottrina e le modalità di pratica fin nei minimi dettagli, come è possibile vedere in testi come il Tenzo Kyokun e lo Eihei Shingi. La posizione in una zona ritirata del Giappone e il rigore con cui veniva condotta la pratica, oltre al rifiuto di un incontro con le altre scuole buddiste giapponesi, spinsero Dogen a creare una piccola comunità, volutamente disinteressata ad un'espansione che pregiudicasse una coerenza rispetto ad una pratica rigorosa, cominciando a creare le basi per una divisione tra approcci ed ambiti di diffusione che avrebbe caratterizzato la scuola Soto rispetto alle scuole Rinzai. Alcuni tra i monaci del sangha, molti dei quali provenienti dalla Darumashu, abituati ad un approccio più pragmatico e più compromissorio rispetto alla dottrina di Dogen e intenzionati a diffondere la pratica del loro Zen al di là dei compromessi con la cultura locale che questo potesse comportare.
La disputa tra questa minoranza e i monaci fedeli all'insegnamento del Fondatore emerse già mentre Dogen era in vita e gli studi fatti finora ci portano un paio di esempi, come quello dell'espulsione del monaco Genmyo, che per aver esplicitato una visione coerente con questa minoranza venne espulso dal monastero in maniera feroce. 
Questa divisione rispetto alle diverse modalità di formazione e consolidamento nel Sangha, se forse rimase latente arginata dalla personalità severa ed autorevole di Dogen, emerse dopo la scomparsa del fondatore nel 1253, che, pur avendo contribuito a fondare una delle prime comunità monastiche Zen veramente indipendenti, lasciava parecchie questioni scoperte che avrebbero avuto bisogno di una guida salda che avesse potuto risolverle, completando il lavoro del Fondatore e stabilendo in maniera definitiva la forma e le regole della scuola di Dogen. Questo compito venne affidato al successore Ejō, che venne riconosciuto come l'erede del fondatore della scuola.

#### Koun Ejō, Tettsu Gikai e l'inizio delsandai soron

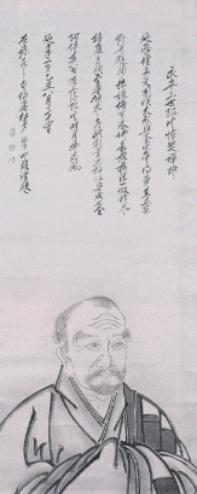
Koun Ejō

Ejō succedette ufficialmente a Dogen nel 1236.
L'erede di Dogen si trovò a gestire una situazione difficile, a causa delle divisioni interne al proprio sangha, che egli cercò di risolvere con un'opera di mediazione che però fallì. Impegnato nel suo compito di raccogliere, ordinare e completare il ricco corpus dottrinale lasciatogli dal proprio maestro, Ejō si chiuse nel suo lavoro intellettuale mentre si faceva sempre più acuto lo scontro tra coloro tra i monaci che volevano continuare a praticare secondo il progetto del fondatore e coloro che invece volevano adottare anche rituali di altre scuole per diffondere la pratica anche tra i laici ed avere maggior sostegno nella società.
Questi ultimi trovavano un loro riferimento in uno dei compagni di pratica del nuovo abate di Eiheiji, Gikai che già molto tempo prima manifestava esplicitamente anche al nuovo maestro le sue proposte di pratica. Ejō le rifiutò e tentò di dissuaderlo in ogni modo dai suoi propositi, fino a promettergli la successione a patto della propria fedeltà alla linea di condotta del sangha impostata dal fondatore.

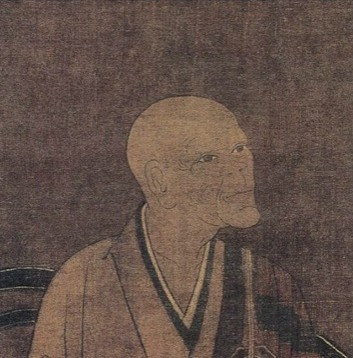
Tettsū Gikai

Nel 1267 Gikai divenne nuovo abate di Eiheiji, riuscendo a mettere in pratica il suo progetto di trasformare l'eremo ritirato di Dogen in un grande monastero per un sangha più esteso. A questo proposito, completò ed ampliò la costruzione del tempio e colse il pretesto di una richiesta da parte della corte imperiale di riti propiziatori da parte di ogni scuola buddista a sostegno dell'esercito contro l'invasione mongola di Kublai Khan. Quando, però, Gikai mantenne le pratiche Shingon che aveva introdotto in quella circostanza come pratica costante, il suo sangha, guidato da Jakuen, un altro allievo diretto di Dogen della fazione conservatrice, ottenne nel 1273 di scacciare l'abate e richiamare Ejō, che si era ritirato in un eremo, alla sua vecchia posizione. Ejō morì qualche anno dopo, per lasciare di nuovo il posto a Gikai, che dopo sette anni venne costretto nuovamente all'esilio.
Sostenuto da un nobile del proprio clan nobiliare, Togashi Iegisa, nel 1293 gli venne affidato un vecchio monastero Shingon su cui egli stabilì il Daijoji, trasformando la vecchia comunità in un sangha in cui poté finalmente diffondere uno Zen in cui la parte rituale mutuata dal buddismo esoterico. Questo monastero sarebbe diventato uno dei principali centri della scuola Soto che fu sviluppata negli anni successivi.
Con la cacciata di Gikai da Eiheiji e la conquista della guida del monastero di Dogen da parte della fazione conservatrice, inizia il periodo del sandai soron, una "disputa della terza generazione" su chi dovesse ereditare il ruolo di guida del sangha lasciato da Ejō, tra personalità autorevoli favorevoli a una riforma della dottrina allo scopo di diffondere maggiormente la dottrina della scuola nella società e coloro che vollero mantenere una comunità esclusivamente monastica, fedele alla disciplina seguita fino a quel momento. Il risultato di questo clima di scontro intestino fu la spaccatura della comunità nei sangha di più centri diversi, che misero in pratica, ognuno nel suo contesto, le convinzioni dei loro leader: oltre al Daijoji di Gikai, sorse 
il centro Hokyoji di Jakuen, un monaco cinese che, conosciuto Dogen dalla Cina, lo riconobbe come suo maestro e lo seguì in Giappone per costruire il suo sangha, diventandone un leader di riferimento. La sua iniziativa si mise nella traccia di fondazioni precedenti come quella del Daijiji di Giin, e se ebbe l'effetto di un primo aumento dei centri Soto e di una prima diffusione, limitò l'importanza del centro principale Eiheiji. Oltre a ciò, l'animosità delle lotte interne al sangha scoraggiò i nobili mecenati della scuola a sostenere i monasteri. Dopo Gikai, Gien divenne abate di Eiheiji e il numero di monaci e i fondi dei patroni furono talmente esigui, che quando, nel 1297, un incendio distrusse diverse parti del monastero, mancò il denaro per ripararlo.
Dopo Gien, i successori di Jakuen fondarono il lignaggio che guidò il monastero di Dogen negli anni successivi, in un periodo in cui Eiheiji perse sempre di più il suo ruolo di guida di una scuola sempre più divisa.

#### Keizan Jokin e la rifondazione della Scuola Soto

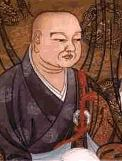
Keizan

Le scissioni della scuola di Dogen che emersero con il sandai soron divisero la comunità monastica in quattro lignaggi separati per ogni monastero, che, almeno formalmente, riconoscevano la preminenza di un Eiheiji che, guidato dal lignaggio conservatore di Jakuen, Gien e Giun aveva perso sempre più il proprio prestigio, mentre invece lo aveva guadagnato il Daijoji di Gikai, che, sostenuto da nuovi patroni, era diventato il lignaggio più potente e prospero tra quello degli eredi del primo patriarca Soto. È dal Daijoji che partì la luminosa carriera di colui che contribuì a riformare, consolidare e diffondere in tutto il Giappone la scuola Soto che conosciamo oggi, e che per questo della Scuola Soto viene visto come secondo fondatore, al pari dello stesso Dogen: Keizan Jokin
Il monaco Keizan ebbe una formazione composita, che gli permise sia di avere una visione aperta dello Zen che si preparava a sviluppare, sia di propiziare una conciliazione delle varie tendenze che avevano animato la scuola di Dogen fino a quel momento: ordinato dodicenne nell'Eiheiji diretto da Ejō, proseguì la sua pratica con Gikai, per poi a diciassette anni chiedere ed ottenere il permesso di intraprendere un pellegrinaggio per il Giappone e praticare in altri monasteri, avendo quindi la possibilità di praticare nell'Hokyoji di Jakuen come in altri monasteri Rinzai, sotto la guida dei successori di Enni Benen e di Shinichi Kakushin e nel monastero Tendai Tofujuji. Tornato al Daijoji di Gikai, praticò sotto la sua guida e ne divenne erede e successore nella guida del monastero nel 1311. In questo periodo, scrisse tra le sue opere principali e fondò nuovi monasteri, il Johanji nella provincia di Aiwa e, nel 1311, il Yokoji nella provincia di Noto, che per diverso tempo divenne il monastero principale del lignaggio dei propri discepoli.
Nel 1322 Keizan Jokin si trasferì nella provincia di Noto, per fare del vecchio monastero Shingon Moorokadera un monastero Zen che sarebbe stato chiamato successivamente Sojiji. Egli mise così le fondamenta del centro che sarebbe diventato il secondo centro principale della scuola Soto, oltre all'Eiheiji del fondatore. 
I lignaggi che derivarono da lui e dai suoi discendenti, che amministrarono i grandi centri di Daijoji, Yokoji e Sojiji, oltre ai numerosi templi che faranno riferimento ad essi, diventarono i protagonisti della diffusione dell'eredità di Dogen in Giappone. Il segreto di questa diffusione fu l'evoluzione e l'attuazione delle prospettive del maestro Gikai, cioè l'adeguamento dell'attività dei monaci alle richieste di cerimonie cultuali dei fedeli, che portò le comunità monastiche a sviluppare, oltre alla pratica della meditazione e ad uno studio dei koan costanti, la pratica di una serie di cerimonie religiose per diversi momenti importanti della vita delle comunità rurali e dei loro paesani. In alcuni templi, si arrivò persino ad adottare, oltre ai buddha e ai bodhisattva delle scuole Mahayana giapponesi, anche il culto a divinità locali, per cui vennero celebrate cerimonie apposite.
I maestri dei sangha dei due grandi monasteri di Yokoji e Sojiji diffusero i loro monasteri e i loro templi per tutta la provincia di Noto, prediligendo gli ambienti rurali, lontani dalle grandi città, come descrive il detto secondo cui, rispetto alla scuola Rinzai che divenne popolare tra i samurai e i feudatari della nobiltà guerriera, la Soto divenne la scuola della gente umile e dei contadini, ma, allo stesso tempo, quella diffusa per una pratica semplice e popolare. Bodiford ricorda che, per questo, tra l'età Muromachi e l'età Sengoku, anche molti monaci Rinzai, alla ricerca di una pratica più autentica dei grandi centri del sistema Gozan, partirono per le campagne per praticare con i monaci Soto.
Iniziò così un'opera di fondazione che, nei secoli successivi, avrebbe coinvolto l'intero Giappone, facendo guadagnare ai loro lignaggi e al loro fondatore un prestigio che fu alla base del riconoscimento di Keizan come fondatore della scuola Soto, per un certo periodo in alternativa al fondatore Dogen. Ancora successivamente, per questo motivo Keizan venne riconosciuto allo stesso livello di Dogen, sanando una disputa tra i lignaggi vicini ad Eiheiji e quelli vicini a Sojiji che sarebbe durata secoli. Tuttora, dal 1877 ad oggi, Dogen e Keizan, alla pari, vengono considerati "il padre e la madre dello Zen".
Tuttavia, ricorda lo storico McDaniels, l'esigenza di monaci responsabili della gestione dei molti templi sparsi per il Giappone rese necessaria una pratica più elastica rispetto al rigore proposto dagli insegnamenti di Dogen, e questo comportò una degradazione della pratica Soto percepita nei secoli successivi, specchio della formalizzazione e della sclerotizzazione di tutte le scuole Zen che molti praticanti, tra l'età Muromachi e l'età Meiji, avrebbero riscontrato ed affrontato.
All'inizio dell'età di Kamakura, dunque, la scuola Soto vide una netta divisione tra i centri fedeli ai discendenti dell'ortodossia di Eiheiji, come il monastero principale di Dogen stesso, retto dai discendenti del maestro Jakuen, il Yokoji, retto dai discendenti del maestro Senne, e il Daijiji, fondato da Giin, e Daijoji, Sojiji e Yokoji, che vennero retti rispettivamente dai maggiori eredi di Keizan, Gasan Joseki e Meiho Sotetsu. Con il tempo, Sojiji divenne il monastero principale di tutti i discendenti di Keizan, per poi diventare il maggiore centro di riferimento, insieme ad Eiheiji, dell'intera scuola Soto.

### L'età Muromachi (1336-1573) e l'apogeo dello Zen in Giappone
Se l'età di Kamakura aveva visto la fondazione delle scuole Zen in Giappone, l'età successiva, guidata dal dominio politico della dinastia di Shogun Ashikaga, vide la definitiva affermazione di questa scuola buddista al centro della cultura giapponese, a cui avrebbero dato un apporto fondamentale, e il suo consolidamento in tutta la nazione come uno degli insegnamenti più diffusi, insieme a quello della Terra Pura e alla scuola Nichiren, nata e cresciuta rapidamente nei secoli precedenti.

### L'età Azuchi-Momoyama (1573-1600) e il periodo Edo (o Tokugawa) (1600-1868)
Dopo il periodo Sengoku, il Giappone venne riunificato nel periodo Azuchi-Momoyama. Il neoconfucianesimo guadagnò influenza a spese delle scuole buddiste, sulle quali si rafforzò il controllo dello Stato, e che iniziarono così ad attraversare una lenta e graduale fase di declino sociale e politico. Le scuole buddiste erano diventate forze politiche e militari all'interno del Giappone, e questo impensieriva lo shogunato che si sarebbe imposto. I sistemi gerarchici dei templi, già presenti in Giappone, vengono accentrati ed unificati
Con la presa di potere della dinastia Tokugawa, il Giappone chiuse le porte al resto del mondo. 
Il mondo religioso e dottrinale giapponese, di conseguenza, si cristallizzò in una relativa stabilità. I viaggi tra Cina e Giappone, così frequenti nel primo periodo della diffusione dello Zen, si interruppero e ripresero solo nel XVII secolo con l'arrivo di alcuni gruppi di monaci cinesi dovuto alle guerre civili che portarono alla fine della dinastia Ming. Tra questi, arrivarono anche i seguaci di Ingen Ryūki, che fondarono la scuola Obaku, terza grande scuola Zen giapponese che trasmetteva in Giappone il metodo Rinzai della Cina di quel periodo. La presenza di questi monaci cinesi influenzò anche le scuole Zen esistenti, diffondendo nuove idee sulla disciplina monastica e le modalità di trasmissione del Dharma
In questo periodo, con uno spirito di rinnovamento, la scuola Soto iniziò a porre enfasi sull'autorità dei testi nell'insegnamento, e a riscoprire quindi gli scritti del fondatore Dogen, che fino a quel tempo erano state messi in secondo piano rispetto alla dottrina e alla prassi che dai tempi di Keizan Jokin si sarebbero venute a creare. Quest'iniziativa ricosse una certa popolarità, tanto più che nel 1615, il bakufu dichiarò che lo Eihei Shingi dovesse diventare fonte normativa per dottrina ed organizzazione per tutta la scuola Soto
Un fattore chiave per la riscoperta di Dogen fu l'appello del maestro Manzan Dohaku per cambiare le norme che disciplinavano la trasmissione del Dharma, basata su argomenti derivati dallo Shobogenzo. Dall'inizio, la Soto-shu ha ereditato da Dogen una forte enfasi per il rispetto di un lignaggio riconosciuto e di corrette trasmissioni del Dharma. Con il tempo, però, le trasmissioni del Dharma divennero delle cerimonie per suggellare la trasmissione delle proprietà dei templi, che non di rado venivano ereditati di padre in figlio.. Di conseguenza, quando un abate assumeva la guida di un altro monastero, doveva abbandonare il suo lignaggio per succedere in quello del relativo monastero.. Tutto questo cambiò con le riforme di Manzan, che...
Fu con gli scritti di Menzan Zuiho (1683-1769) che gli studi sui testi di Dogen divennero un'attività centrale per la Scuola Soto. Egli scrisse più di cento opere, includendo molti commenti sui principali testi di Dogen e analisi sulla sua dottrina. Menzan promosse riforme di norme e pratica monastica, basate direttamente sugli scritti di Dogen. Altre riforme simili vennero applicate per tutta la scuola da Gento Sokuchu (1729-1807), undicesimo abate di Eiheiji, che tentò invece di tornare a una purezza dell'insegnamento Soto mettendo in secondo piano l'uso dei koan in favore di una proposta maggiore della pratica di shikantaza.. Nel Medioevo, lo studio dei koan era ampiamente praticato nella scuola Soto. Gento Sokuchu iniziò la glorificazione di Dogen fino al prestigio che ha assunto ad oggi
L'aumento di riferimenti a Dogen da parte dei maestri dell'epoca creò un problema per la gerarchia Soto:

### Il periodo Meiji (1868-1912) e l'espansionismo imperiale
Durante le grandi trasformazioni del periodo Meiji (1868-1912), il Giappone abbandonò il suo sistema feudale aprendosi ad un assolutismo di tipo occidentale e lo scintoismo diventò la religione di stato. Le scuole buddiste furono costrette ad adattarsi al nuovo regime. Le scuole Soto e Rinzai scelsero di adattarsi al cambio di potere, con conseguenze imbarazzanti quando le istituzioni dello Zen decisero di appoggiare il nazionalismo portato avanti dalla corte imperiale. Le scuole Zen si trovarono così a sostenere direttamente le iniziative di guerra contro Russia, Cina e gli stati del Pacifico.
In questo periodo, la riscoperta di Dogen iniziata nel periodo precedente diede luogo a una vera riappropriazione. Le memorie di Dogen vennero usate per assicurare un ruolo centrale di Eiheiji nell'organizzazione della scuola Soto, ma le riforme non si limitarono a quello. Nel 1899 ad Eiheiji venne organizzata la prima cerimonia di ordinazione di un laico e la sua gerarchia promosse gli studi sui testi di Dogen per consolidare i propri progetti di potere sulla scuola Soto. Venne così creata un'immagine di Dogen adatta agli interessi specifici di Eihei-ji:

## Caratteristiche della scuola Soto attuale
Una delle caratteristiche principali della pratica dello Zen Soto tradizionale è l'insegnamento e l'uso della pratica di Shikantaza come base di una pratica di consapevolezza che riguarda ogni aspetto della vita quotidiana.
Lo Shikantaza consiste in un tipo di zazen senza nessun focus su oggetti e contenuti particolari, ma esclusivamente sulla consapevolezza della propria esistenza nel momento in cui si sta meditando. In essa, il praticante si sforza di essere attento ad ogni aspetto della propria presenza, persino dei propri pensieri, che lascia sorgere e svanire senza nessuna interferenza, fino ad arrivare ad uno stato di pura consapevolezza in cui ogni pensiero non disturba più la propria concentrazione. Da questa pratica, nasce la consapevolezza che viene applicata in ogni attività quotidiana, che diventa così una pratica a sé stante.
Le motivazioni alla base dell'insegnamento di questa pratica fondamentale possono essere trovate in molti lavori del fondatore Dogen:
Altri importanti testi che promuovono lo zazen sono compresi nella raccolta dello Shōbōgenzō.

## Pratica
La pratica nei monasteri comprende, oltre alle sedute di zazen previste dalla condotta monastica e quelle allestite a beneficio dei laici, lo studio e la recitazione di sutra e dhāraṇī per delle cerimonie che, se originariamente erano previste come pratiche a sé, furono in breve tempo allestite per i laici che richiedessero riti propiziatori per delle buone condizioni ambientali o per attirare la fortuna nelle loro faccende quotidiane. Altra pratica fondamentale è il samu (作 務) e cioè il lavoro fisico che viene svolto ogni giorno con consapevolezza del momento presente qui ed ora. Il samu all'interno di un monastero, può comprendere le pulizie del monastero stesso, la cura del giardino e dell'orto, il taglio della legna per le stufe, la cucina e in generale tutte quelle attività che servono a rendere in tutto o in parte il monastero autosufficiente ed efficiente. Nella pratica dei laici il samu si identifica con il lavoro di tutti i giorni sia nell'ambito del sostentamento personale sia per quanto riguarda la pulizia e la cura della casa e la preparazione dei cibi. 
I seguaci laici possono partecipare alle sedute di meditazione loro dedicate, organizzate di recente dai monasteri di questa tradizione, e frequentare brevi periodi di vita monastica in casi di crisi personale. Ma l'attività principale richiesta dai laici giapponesi è l'allestimento di cerimonie funebri. Le statistiche pubblicate dalla Soto-shu affermano che l'80% dei seguaci laici visita il tempio della propria zona soltanto per ragioni legate ad eventi luttuosi, il 17% visita i centri per questioni spirituali e solo il tre per cento consulta un monaco in momenti di crisi o problemi personali

### Pratica monastica
In un testo rivolto ai praticanti occidentali, il maestro Kojun Kishigami, un erede nel Dharma di Kodo Sawaki, scrive:
Nello stesso testo, Kishigami non esprime molto ottimismo per lo status della Soto in Giappone:
Ma se il tuo obiettivo è imparare davvero la pratica di zazen, sfortunatamente, non ho nessun tempio da consigliarti. Certo, puoi andare ad Antaiji,se lo vorrai; ma se hai intenzione di approfondire la tua pratica dello Zen, puoi farlo in Europa. Se andrai in Giappone per questo, rimarrai deluso. Non aspettarti di trovare nulla di spettacolare in quel posto.»

## Diffusione in occidente
Nel XX secolo la scuola Soto inizia la sua diffusione in Occidente. I centri che verranno fondati faranno sì che la Soto diventi la tradizione più diffusa anche fuori dal Giappone.

### Shunryu Suzuki
Shunryu Suzuki giocò un ruolo centrale nella trasmissione degli insegnamenti Soto in Occidente. Egli studiò all'Università di Komazawa a Tokyo. Nel 1959 Suzuki arrivò in California per gestire il Soko-ji, al tempo l'unico tempio Soto a San Francisco. 
Il suo libro Mente Zen, Mente da Principiante è diventato un classico nella cultura Zen occidentale. 
Gli insegnamenti di Suzuki roshi hanno portato alla formazione del San Francisco Zen Center, uno delle più grandi e ricche associazioni Zen in Occidente.
Il monastero di Tassajara fu il primo monastero buddista ad essere stabilito fuori dall'Asia.
Oggi, il sangha del SFZC include, oltre al monastero di Tassajara, la fattoria Green Gulch e il centro cittadino. Vari centri Zen intorno agli Stati Uniti sono parte del lignaggio del San Francisco Zen Center e mantengono forti legami organizzativi con esso. Il lignaggio è rappresentato in Italia dal maestro Dario Doshin Girolami, abate di un centro Zen con sede a Roma. 

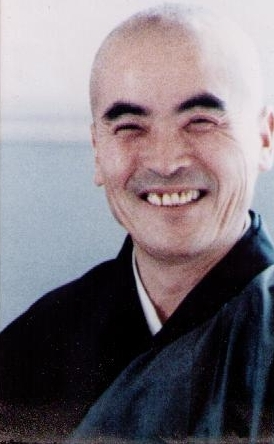
Dainin Katagiri

L'assistente di Suzuki, Dainin Katagiri, fu invitato ad andare a Minneapolis, Minnesota, dove si trasferì nel 1972 dopo la morte del suo maestro. Presso Minneapolis, Katagiri e i suoi discepoli costruirono quattro centri.

### Antai-ji

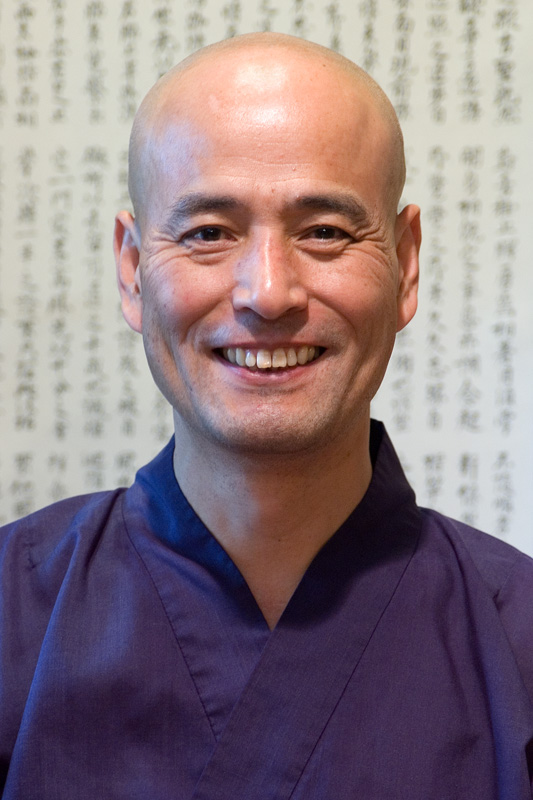
Shohaku Okumura

Il monastero di Antaiji è guidato dai maestri del lignaggio di Kōdō Sawaki, e oltre al lignaggio di Suzuki, ha formato maestri protagonisti della diffusione dello Zen occidentale. 
Lo stesso Sawaki è ricordato come uno dei più grandi maestri Zen dei tempi recenti. Suoi discepoli sono stati il suo erede Kōshō Uchiyama, maestro di Shohaku Okumura che edificò la Sanshin Zen Community a Bloomington, in Indiana (USA). A sua volta, il discepolo di questo, Gudō Wafu Nishijima diventò maestro di Brad Warner.
Tra i discepoli di Sawaki, per un certo tempo, possiamo trovare anche uno dei protagonisti della diffusione dello Zen in Europa, Taisen Deshimaru. Il monastero di Antai-ji contribuisce ancora oggi alla diffusione dello Zen in occidente ospitando ogni anno molti praticanti occidentali per ritiri periodici di qualche giorno. Lo stesso attuale abate del monastero Olaf Muhō Nölke è un occidentale, tedesco di Berlino.

## Dottrina

### Sutra
Come tutte le scuole Zen, la scuola Soto si rifà ai Sutra della Prajnaparamita, come ai grandi sutra della scuola Mahayana: il Mahaprajnaparamitasutra, il Sutra del Loto, il Brahmajala Sutra, e il Laṅkāvatārasūtra.
Fino alla promozione dei testi di Dogen nell'età moderna, gli studi dei testi cinesi erano prevalenti nella dottrina Soto:
Oltre a ciò il Sandokai di Shitou Xiqien (giapponese: Sekito Kisen) e l'Hokyozanmai di Donghan Liangjie (giapponese: Tozan Ryokai, 700-790), testi fondamentali della scuola cinese Caodong, trasmessi in Giappone sono stati riconosciuti dai monaci giapponesi per la loro rilevanza e vengono recitati ancora oggi, ogni giorno, nei monasteri di questa scuola.

#### Dogen
L'insegnamento di Dogen è caratterizzato dall'identificazione della pratica con l'illuminazione.
Ciò può essere trovato nello Shōbōgenzō. Lo studio di questa raccolta è relativamente recente; dalla fine del XV secolo la maggior parte degli scritti di Dogen è stato nascosto alla vista nei monasteri, dove rimasero segreti. Solo un insegnante di dharma, Nishiari Bokusan (1821-1910) è conosciuto per aver dato letture su come lo Shobogenzo dovesse essere letto e compreso.
Lo studio di Dogen divenne regolare nei templi Soto soltanto dal XX secolo in poi:
[...] le letture di Sotan offrirono un modello che poteva essere emulato da ogni altro monaco Zen di Eiheiji. Oggi ogni insegnante Soto tiene letture dello Shobogenzo.»

## L'istituzione della Scuola
L'organizzazione della Soto-shu è molto elaborata e consiste di circa quindicimila templi, tra i quali trenta centri di formazione, dove i monaci Soto possono addestrarsi a diventare abati e gestire il proprio monastero.

### Organismi decisionali

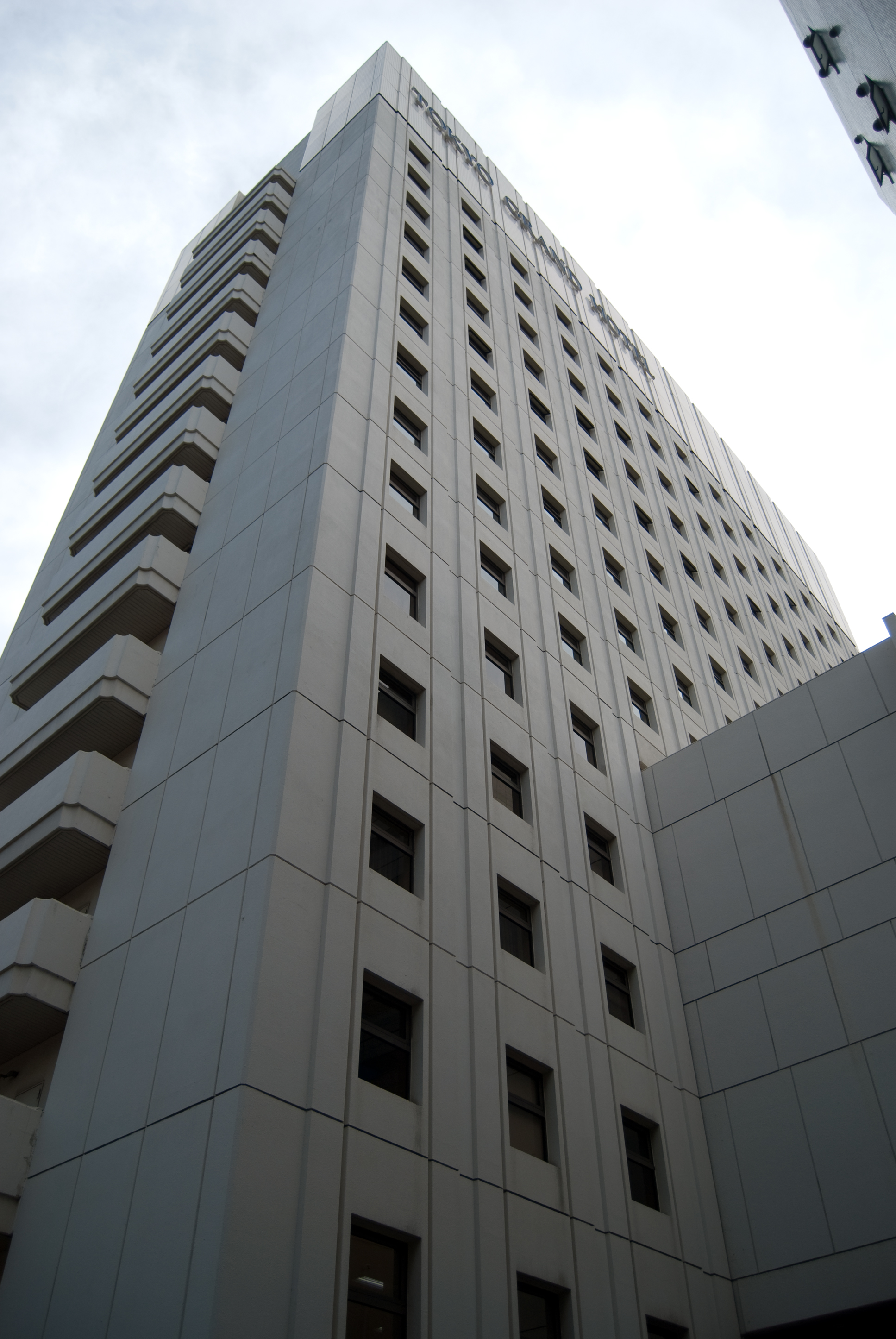
Sede centrale della scuola Soto, Minato-ku, Tokyo, Japan

La Scuola Soto è sempre stata caratterizzata da un'organizzazione gerarchica e centralizzata, al cui vertice erano posti gli abati di Eiheiji e Sojiji. Con l'occidentalizzazione del Giappone, anche le istituzioni della Scuola furono soggette a dei cambiamenti:
Il Shûmusôchô è una camera che si compone di otto monaci anziani che insieme dirigono l'organizzazione. È una convinzione comune che il Kanchô, abate sia di Eiheiji che di Sojiji, sia il leader della Soto-shu, ma non è questo il caso. Il Kanchô ha solo funzioni di rappresentanza, mentre il vero potere rimane nelle mani del 
Shûmusôchô e della sua cabina di regia.»
La Soto-shu divide i templi che amministra in quattro classi:
1. Gli Honzan monasteri principali, di fatto Eihei-ji e Sōji-ji;
2. I Kakuchi, monasteri di formazione, dove ha luogo un ango (ritiro di novanta giorni) almeno una volta l'anno;
3. gli Hōchi, templi di Dharma;
4. gli Jun hōchi, templi ordinari.

Mentre Eihei-ji deve la sua esistenza e il suo prestigio alla fama del suo fondatore, è invece Sojiji guadagna autorevolezza per numero di templi affiliati. Durante l'era Tokugawa, Eiheiji contava 1300 templi affiliati, comparati con i 16.200 di Sojiji. Più avanti nel tempo, dei più di 14000 templi della scuola Soto odierna, 13.850 si identificano affiliati a Sojiji. Inoltre, più di 148 templi affiliati ad Eiheiji oggi sono solo templi minori locati in Hokkaido, fondati durante il periodo di colonizzazione durante l'età Meiji.

### Stato giuridico
La Soto-shu è un'"organizzazione ombrello" (hokatsu) che riunisce più templi ed organizzazioni minori affiliate tra loro.
È regolata da tre documenti fondativi:
1. Lo statuto costitutivo (Sotoshu shuken);
2. La normativa per la personsalità giuridica della Scuola (Shukyo honin Sotoshu kisoku);
3. Le procedure standard della Scuola (Sotoshu kitei).

## Monasteri e Dojo Sōtō in Italia
Monasteri:
- Enso-ji Il Cerchio |  Monastero Zen Il Cerchio - Milano, su monasterozen.it.
- Tempio Fudenji, su fudenji.it.
- Shinnyoji  Tempio Zen Shinnyoji - Firenze, su zenfirenze.it.

Altri luoghi di pratica:
- Tora Kan Zen Dojo - Roma, su torakanzendojo.org.
- Centro Zen Anshin - Roma, su anshin.it. URL consultato il 2 settembre 2012 (archiviato dall'url originale l'11 gennaio 2013).
- Centro Zen l'Arco - Roma, su romazen.it.
- Tempio Zen Jōhōji – Roma su tempiozenroma.it.
- Tempio Zen Ten Shin - Cuore di Cielo Puro - Napoli, su tenshin.it.
- Dojo Zen Higan - L'Altra Riva - Milano, su zenhiganmilano.it.
- Centro Buddista Zen Gyosho - Cecina, su centrogyosho.it
- Ora Zen - Padova, su orazen.it
- Centro Buddista Zen Unsui - Nuvole e Acqua - Pesaro, su monasterozen.it